# Эрсой, Мехмет Нури
Мехмет Нури Эрсой (тур. Mehmet Nuri Ersoy; род. 1968, Стамбул) — турецкий государственный деятель. Министр культуры и туризма Турции.

## Биография
Родился в 1968 году в Стамбуле. Окончил немецкую школу Стамбула. В 1991 году окончил Стамбульский университет, факультет делового администрирования.
В 1991 году открыл компанию «Ersoy Turistik Servisleri», начавшую деятельность в сфере туризма. В течение 6 лет основанная им компания стала лидером рынка, расширив объём услуг.
В 1999 году основал «Voyage Hotels Group». В 2000 году начал отельный бизнес. Является владельцем нескольких отелей. В 2001 году основал компанию «Didim Tur».
В 2004 году основанная им «ETS Group» приобрела контрольный пакет в авиакомпании «Atlasglobal».
В 2012 году инвестировал в организацию круизов, став единственным оператором круизов в Турции.
В 2017 году создал платформу для онлайн бронирования.
33 года работал в сфере туризма. Основанные им компании располагают штатом в несколько тысяч сотрудников.
Является владельцем отелей «ETSTUR» и «MaxxRoyal».
Министр культуры и туризма Турции (с 10 июля 2018).
После назначения министром сложил с себя и передал полномочия по управлению компаниями.
3 июня 2023 года при формировании Пятого кабинета Эрдогана после президентских выборов сохранил пост министра культуры и туризма.
Владеет немецким, английским языками.